# Заслуженный педагог Республики Армения
Заслуженный педагог Республики Армения (арм. Հայաստանի Հանրապետության վաստակավոր մանկավարժ) — почётное звание Армении. Присваивается Президентом Республики Армения учителям, педагогам, преподавателям и работникам, проработавшим не менее 15 лет в учебных и учебно-воспитательных заведениях дошкольного, внешкольного, общеобразовательного, среднего специального, высшего и послевузовского профессионального образования за исключительный вклад и видные дистижения в области обучения и воспитания подрастающего поколения.

## Список Заслуженных педагогов Республики Армения
- Армен Цатурян[1]
- Ваграм Григорян[1]
- Нуриджан Манукян[1]
- Армен Арутюнян[1]
- Анна Авалян[1]
- Самвел Балоян[1]
- Карен Каракешишян[1]